# Бояджиев, Златю
Златю Георгиев Бояджиев (1903—1976) — болгарский художник, знаменитый своими портретами и пейзажами. Считается одним из наиболее самобытных болгарских художников XX века. Герой Социалистического Труда Народной Республики Болгария. Народный художник Народной Республики Болгария.

## Биография
Родился 22 октября 1903 года в городе Брезово. Учился живописи в Национальной художественной академии в Софии у Цено Тодорова, окончил академию в 1932 году. Затем некоторое время жил в Пловдиве, примыкал к группе молодых художников, известных под прозвищем «Бараки» (болг. Бараците — от названия традиционной болгарской породы охотничьих собак), в 1936 году провёл персональную выставку совместно с Владимиром Рилским.

Асеновград (1965), Галерея «Илия Бешков», Плевен

Творчество Бояджиева делится на два резко отличающихся периода: до и после 1951 года, когда художник перенёс тяжёлый инсульт и половина его тела была парализована, так что в течение нескольких лет он мог писать только левой рукой и практически потерял речь. Первый период творчества Бояджиева характеризуется классическими композициями, в основном сельскими пейзажами, в желтоватых тонах, несколько напоминающих нидерландскую живопись XVI века. После инсульта он переходит к гротескным образам, композициям, включающим десятки фигур, выдержанным в экспрессионистской цветовой гамме.
Бояджиев, обладавший огромным авторитетом, хорошо вписался в реальность социалистической Болгарии. Имел награды Союза художников Болгарии. Умер 2 февраля 1976 года в Пловдиве. В своей речи на похоронах Бояджиева известный болгарский художник Светлин Русев особо отметил картину Бояджиева «Свинарка», героиня которой «собрала в себе все муки и усталость вселенной».
В Пловдиве открыт музей Бояджиева.
Сын Георгий Бояджиев (род. 1939) — художник.